# Chic planète
 (juillet 2017).
Si vous disposez d'ouvrages ou d'articles de référence ou si vous connaissez des sites web de qualité traitant du thème abordé ici, merci de compléter l'article en donnant les références utiles à sa vérifiabilité et en les liant à la section « Notes et références ».
Albums de L'Affaire Louis' Trio
Le Retour de l'âge d'or
(1988)
Singles
1. Ce soir
Sortie : août 1986
2. Tout mais pas ça
Sortie : avril 1987
3. Chic planète
Sortie : novembre 1987[3]

Chic planète est le titre du premier album du groupe pop rock français L'Affaire Louis' Trio, sorti en 1987.
L'album permet au groupe de remporter une victoire de la musique dans la catégorie « révélation variétés masculine » en 1987.

## Liste des titres
Toutes les chansons sont écrites et composées par Cleet Boris.
| 1.    | Secoue la boule               | 3:49 |
| 2.    | Ce soir                       | 3:51 |
| 3.    | Chic planète                  | 3:36 |
| 4.    | Dans ce train                 | 4:11 |
| 5.    | Chiquita (laisse-moi parler)  | 3:02 |
| 6.    | Timide                        | 3:33 |
| 7.    | Cabane en rondins (poursuite) | 0:21 |
| 8.    | Bu                            | 3:17 |
| 9.    | La Nuit                       | 3:43 |
| 10.   | Tout mais pas ça              | 4:00 |
| 11.   | Comme un héros                | 3:33 |
| 12.   | La Chanson de la pluie        | 3:50 |
| 13.   | Cabane en rondins             | 3:59 |
| 14.   | Cabane en rondins (final)     | 1:02 |
| 45:46 |                               |      |

## Crédits
| - Cleet Boris : chant - Karl Niagara : guitares - Bronco Junior : claviers - Pierre Adenot : claviers (additionnel) - Hervé Gourru : basse - Yvan Ackermann : batterie - Kirt Rust : batterie - Jean-Luc Rimey-Meille : percussions - Jean-Paul Batailley : percussions - Georges Rolland : saxophones - Yvon Guillard : trompette - Jérôme Naulais : trombone | - Violons : Georges Aladjem, Geneviève Bois, Magali Bourbonnais, Florence Carret, Christophe Gerbout, Marion Larigaudrie, Martine Lecointre, Nicolas Mazzoleni, Laurence Monti - Alto : Hélène Jamet, Vincent Libman, Stéphane Rapetti - Violoncelles : Marie-Pierre Carret, Raphaël Perraud, Isabelle Peyrot - Contrebasse : Nicolas Janot - Flûtes : José-Daniel Castellon - Chœurs : Nadège Haïder - Production : L'Affaire Louis' Trio, Manfred Kovacic - Arrangements cuivres et cordes : Pierre Adenot - Enregistrements : Jean-Luc Simon, Lionel Dussauchoy, Gabriel Nahas - Mixage : Gabriel Nahas assisté de Pascale Potrel - Artwork : Yves Chaland |

La chanson Tout mais pas ça a été reprise en cantonais sur l'album Château de Rêve de l'artiste chinois Leon Lai en 1993 sous le nom 不可推搪.